# Coppa del Presidente 2013 (pallacanestro maschile)
La Coppa del Presidente 2013  è la 29ª Coppa del Presidente di pallacanestro maschile.
La partita è stata disputata il 9 ottobre 2013 presso l'Yaşar Doğu Spor Salonu di Samsun tra il Galatasaray, campione di Turchia 2012-13 e il Fenerbahçe vincitore della Coppa di Turchia 2012-13.

## Finale
| Arbitri: | Fatih Söylemezoğlu Emin Moğulkoç Kaan Büyükçil |

|              |            |                        |
| Gordon 16    | Punti      | 14 Preldžič            |
| Arroyo 4     | Assist     | 3 Bogdanović, Preldžič |
| Dağlı 10     | Rimbalzi   | 10 Vidmar              |
| Ergin Ataman | Allenatori | Željko Obradović       |